# Berilio-8
El berilio-8 (8Be, Be-8) es un radionúclido con 4 neutrones y 4 protones. Es un isótopo de resonancia no ligado del berilio. Se desintegra en dos partículas alfa con una vida media del orden de 8.19 × 10−17 segundos. Esto tiene ramificaciones importantes en la nucleosíntesis estelar, ya que crea un cuello de botella en la creación de elementos químicos más pesados. Las propiedades de 8Be también han dado lugar a especulaciones sobre el ajuste fino del universo y a investigaciones teóricas sobre la evolución cosmológica si 8Be hubiera sido estable.

## Descubrimiento
El descubrimiento del berilio-8 se produjo poco después de la construcción del primer acelerador de partículas en 1932. Los físicos John Douglas Cockcroft y Ernest Walton realizaron su primer experimento con su acelerador en el Laboratorio Cavendish de Cambridge, en el que irradiaron litio-7 con protones. Informaron que esto poblaba un núcleo con A = 8 que se desintegra casi instantáneamente en dos partículas alfa. Esta actividad se observó de nuevo varios meses después y se dedujo que se originaba a partir del 8Be.

## Propiedades

Proceso triple-alfa

El berilio-8 no está ligado con respecto a la emisión alfa por 92 KeV; es una resonancia que tiene un ancho de 6 eV. El núcleo de helio-4 es particularmente estable, tiene una configuración doblemente mágica y una energía de enlace por nucleón mayor que 8Be. Como la energía total del 8Be es mayor que la de dos partículas alfa, la desintegración en dos partículas alfa es energéticamente favorable, y la síntesis de 8Be a partir de dos núcleos de 4He es endotérmica. La desintegración del 8Be se ve facilitada por la estructura del núcleo de 8Be; está muy deformado y se cree que es un grupo de dos partículas alfa similares a moléculas que se separan muy fácilmente. Además, mientras que otros nucleidos alfa tienen resonancias de corta duración similares, 8Be excepcionalmente ya está en el estado fundamental. El sistema no ligado de dos partículas α tiene una baja energía de la barrera de Coulomb, lo que permite su existencia durante un período de tiempo significativo. En concreto, el 8Be se desintegra con una vida media de 8.19 × 10−17 segundos.
El berilio-8 es el único nucleido inestable con el mismo número par ≤ 20 de protones y neutrones. También es uno de los dos únicos nucleidos inestables (el otro es el helio-5) con un número másico ≤ 143 que son estables tanto a la desintegración beta como a la doble desintegración beta.
También hay varios estados excitados del 8Be, todos ellos resonancias de corta duración (con anchos de hasta varios MeV y diferentes isospines) que se desintegran rápidamente al estado fundamental o en dos partículas alfa.

### Anomalía de desintegración y posible quinta fuerza
Un experimento de 2015 realizado por Attila Krasznahorkay et al. en el Instituto de Investigación Nuclear de la Academia Húngara de Ciencias (ATOMKI) encontró desintegraciones anómalas en los estados excitados de 17,64 y 18,15 MeV de 8Be, poblados por la irradiación de protones de 7Li. Se observó un exceso de desintegraciones que creaban pares electrón-positrón en un ángulo de 140° con una energía combinada de 17 MeV. Jonathan Feng et al. atribuyen esta anomalía de 6.8-σ a un bosón X protofóbico de 17 MeV denominado partícula X17. Este bosón mediaría una quinta fuerza fundamental que actúa en un rango corto (12 fm) y tal vez explicaría la desintegración de estos estados excitados de 8Be. Una repetición de este experimento en 2018 encontró la misma dispersión anómala de partículas y estableció un rango de masa más estrecho para el quinto bosón propuesto, 17,01 ± 0,16 MeV/c2. Si bien se necesitan más experimentos para corroborar estas observaciones, la influencia de un quinto bosón se ha propuesto como "la posibilidad más directa".

## Papel en la nucleosíntesis estelar
En la nucleosíntesis estelar, dos núcleos de helio-4 pueden colisionar y fusionarse en un único núcleo de berilio-8. El berilio-8 tiene una vida media extremadamente corta (8.19 × 10−17 segundos) y se desintegra en dos núcleos de helio-4. Esto, junto con la naturaleza no ligada de 5He y 5Li, crea un cuello de botella en la nucleosíntesis del Big Bang y la nucleosíntesis estelar, ya que requiere una velocidad de reacción muy rápida. Esto impide la formación de elementos más pesados en el primero y limita el rendimiento en el segundo proceso. Si el berilio-8 colisiona con un núcleo de helio-4 antes de desintegrarse, puede fusionarse en un núcleo de carbono-12. Esta reacción fue teorizada por primera vez de forma independiente por Öpik y Salpeter a principios de la década de 1950.
Debido a la inestabilidad de 8Be, el proceso triple alfa es la única reacción en la que se pueden producir 12C y elementos más pesados en cantidades observadas. El proceso triple alfa, a pesar de ser una reacción de tres cuerpos, se facilita cuando la producción de 8Be aumenta de manera tal que su concentración es aproximadamente 10−8 en relación con 4He; esto ocurre cuando 8Be se produce más rápido de lo que se desintegra. Sin embargo, esto por sí solo es insuficiente, ya que es más probable que la colisión entre 8Be y 4He rompa el sistema en lugar de permitir la fusión; la velocidad de reacción aún no sería lo suficientemente rápida para explicar la abundancia observada de 12C. En 1954, Fred Hoyle postuló la existencia de una resonancia en el carbono-12 dentro de la región de energía estelar del proceso triple alfa, lo que mejora la creación de carbono-12 a pesar de la vida media extremadamente corta del berilio-8. La existencia de esta resonancia (el estado de Hoyle) se confirmó experimentalmente poco después; su descubrimiento ha sido citado en las formulaciones del principio antrópico y la hipótesis del Universo finamente ajustado.

## Universo hipotético donde8Be es estable
Como el berilio-8 no está ligado a más de 92 keV, se cree que cambios muy pequeños en el potencial nuclear y el ajuste fino de ciertas constantes (como α, la constante de estructura fina) podrían aumentar lo suficiente la energía de enlace del 8Be para evitar su desintegración alfa, volviéndolo así estable. Esto ha llevado a investigaciones de escenarios hipotéticos en los que 8Be es estable y a especulaciones sobre otros universos con constantes fundamentales diferentes. Estos estudios sugieren que la desaparición del cuello de botella creado por 8Be daría lugar a un mecanismo de reacción muy diferente en la nucleosíntesis del Big Bang y el proceso triple-alfa, además de alterar las abundancias de elementos químicos más pesados. Como la nucleosíntesis del Big Bang solo se produjo en un corto período con las condiciones necesarias, se cree que no habría una diferencia significativa en la producción de carbono incluso si el 8Be fuera estable. Sin embargo, el 8Be estable permitiría vías de reacción alternativas en la combustión del helio (como 8Be + 4He y 8Be + 8Be; constituyendo una fase de "combustión de berilio") y posiblemente afectaría la abundancia de los núcleos resultantes de 12C, 16O y otros más pesados, aunque 1H y 4He seguirían siendo los nucleidos más abundantes. Esto también afectaría la evolución estelar a través de un inicio más temprano y una tasa más rápida de combustión del helio (y de la combustión del berilio), y daría como resultado una secuencia principal diferente a la de nuestro Universo.